# CanJet-vlucht 918
CanJet-vlucht 918 was een vlucht die op 19 april 2009 urenlang op de Jamaicaanse luchthaven Sangster International Airport in gijzeling werd gehouden. De vlucht zou eigenlijk om 11:00 vertrekken, maar dat werd uiteindelijk pas 7:15 de volgende morgen. Het was de tweede maal dat de Canadese maatschappij CanJet bij een soortgelijk incident betrokken was.
De gewapende gijzelnemer, de 20-jarige Stephen Fry uit Montego Bay, werkte alleen. Volgens de Jamaicaanse minister van Informatie had Fry een verstandelijke handicap. Fry zou mogelijk gefrustreerd zijn door een mislukte relatie en hij wilde naar Cuba gevlogen worden, aldus de minister.

## Lot van de passagiers en bemanning
Toen het vliegtuig gegijzeld werd waren er 174 passagiers en acht bemanningsleden aan boord, allen met de Canadese nationaliteit. De passagiers werden vrijgelaten maar zes bemanningsleden (waaronder de piloten) werden in het vliegtuig vastgehouden. Zij werden later vrijgelaten.